# Волков, Александр Павлович (художник)
Александр Павлович Волков (род. 22 декабря 1971 года, Москва, РСФСР, СССР) — российский художник, член-корреспондент РАХ (2021).

## Биография
Родился 22 декабря 1971 году в Москве, где живёт и работает.
В 1990 году — окончил Московскую среднюю художественную школу, в 1996 году — Российскую академию живописи, ваяния и зодчества, мастерская пейзажной живописи под руководством профессора А. С. Трофимова.
Преподаватель живописи, рисунка и композиции в Колледже при центре реабилитации для инвалидов (1994—1995), преподаватель кафедры изобразительного искусства в Педагогическом университете имени Н. К. Крупской (1995—1996), с 1999 года — преподаватель, старший преподаватель, доцент (с 2011 года) Академии акварели и изящных искусств Сергея Андрияки.
В 2021 году — избран членом-корреспондентом Российской академии художеств от Отделения живописи.
Член Творческого союза художников России, Союза художников Подмосковья, Мытищинской ассоциации художников.

## Творческая деятельность
Основные произведения: «Вечер. Большие Вязёмы» (1988, холст, масло, 50,5х65,5), «Анафема о войне» (1993, холст, масло, 89х152), «Иван-чай» (1994, холст, масло, 97х86), «Прогулка» (2000-е годы, холст, масло, 47х80), «Мытищинский волок» (2004, холст, масло, 90,5х130,5), «Снег идёт» (2012, бумага, акварель, 41х31), «Деревенский уголок» (2014, холст, масло, 100х90), «Лето в Мельничном переулке» "2021, холст, масло, 100х90), «Памяти дедов» (2020, холст, масло, 100х150) и другие.
Произведения находятся в коллекции Липецкого областного краеведческого музея, Красноярского государственного художественного музея имени В. И. Сурикова, Республиканского музея изобразительных искусств (Йошкар-ола), Мытищинского историко-художественного музея, Музея-заповедника усадьбы «Остафьево», Государственного историко-литературного музея-заповедника А. С. Пушкина, Самарского областного художественного музея, Вологодской областной картинной галереи, Долгопрудненской картинной галереи, а также в частных собраниях России и за рубежом.
Участник российских, московских, областных выставок с 1992 года.
Персональные выставки:
- «Заслуженный художник РФ Александр Волков» в Александровском художественно-краеведческом музее (2011)
- «Из волостных путешествий» в музейно-выставочном комплексе г. Люберцы (2022)
- «Александр Волков. По городам и весям. К 50-летию художника» в музейно-выставочном комплексе Школы акварели С. Андрияки (2022)
- «Губернские путешествия» в выставочных залах Союза художников России в Ярославле (2023)
- «Эклектика путешествий» в Пензенской областной картинной галереи (2023)
- «С любовью к провинции» в Коломенской картинной галерее «Дом Озерова» (2023)
- «Из Московской губернии» в Брянске (2023)
- «Из путешествий по России» в Орехово-Зуевском городском историко-краеведческом музее (2024) и другие.

Участвовал в создании учебного пособия «Акварельная живопись. Начальный рисунок. Часть 1» и учебно-методического фильма «Учебный рисунок. Начальные задания» (2009).

## Награды
- Заслуженный художник Российской Федерации (2017)[1]
- грамота Патриарха Московского и всея Руси Алексия II за роспись центрального иконостаса Храма Христа Спасителя
- благодарность Международного благотворительного фонда Владимира Спивакова (2012) и фонда «Новые имена Москвы» (2013)
- Бронзовая Медаль Творческого Союз Художников России «За вклад в отечественное изобразительное искусство» (2013)
- Серебряная Медаль Творческого Союз Художников России «За вклад в отечественное изобразительное искусство» (2014)
- медаль Министерства обороны РФ «За укрепление боевого содружества» (2014)
- диплом Творческого Союза Художников России «За вклад в отечественное изобразительное искусство»
- грамоты администрации Школы акварели Сергея Андрияки и Академии акварели и изящных искусств (2008, 2009, 2011, 2014, 2022 гг.) и других учреждений культуры России, Болгарии, Литвы.